# Steve Niehaus
Steve Gerard Niehaus (* 25. September 1954 in Cincinnati, Ohio) ist ein ehemaliger US-amerikanischer American-Football-Spieler. Er spielte auf der Position des Defensive Tackle in der National Football League (NFL).

## NFL

### Seattle Seahawks
Niehaus wurde im NFL Draft 1976 als zweiter Spieler in der ersten Runde von den Seattle Seahawks ausgewählt und wurde damit der erste gedraftete Spieler der Seahawks. In seiner ersten Saison startete er in allen 14 Spielen der Seahawks und konnte dabei 9.5 Sacks und 90 Tackles verbuchen, weshalb er zum NFC Rookie of the Year wurde. Aufgrund einer Schulterverletzung fehlte Niehaus in seiner zweiten Saison in sechs Spielen.

### Minnesota Vikings
1979 holten die Minnesota Vikings Niehaus von den Seattle Seahawks. Dort spielte er in drei Spielen. Nach einer fehlgeschlagenen Schulteroperation musste er seine Karriere nach vier Saisons beenden.